# Carly Shaw-MacLaren
Carly Marissa Shaw-MacLaren (* 12. Dezember 1996 in Prince George, British Columbia) ist eine kanadische Fußballschiedsrichterin.
Seit 2022 steht Shaw-MacLaren auf der Liste der FIFA-Schiedsrichter und leitet internationale Fußballpartien, unter anderem in der CONCACAF Nations League.
Bei der U-17-Weltmeisterschaft 2024 in der Dominikanischen Republik leitete Shaw-MacLaren zwei Spiele, darunter ein Gruppenspiel und ein Viertelfinale. Zudem war sie Vierte Offizielle im Finale zwischen Nordkorea und Spanien.
Darüber hinaus war Shaw-MacLaren unter anderem Schiedsrichterin bei der CONCACAF U-20-Meisterschaft 2023 in der Dominikanischen Republik, beim CONCACAF W Gold Cup 2024 in den USA (Unterstützungsschiedsrichterin), beim CONCACAF Central American Cup 2024 sowie bei diversen Qualifikations- und Freundschaftsspielen.